# Xime
Xime es una película dramática bisauguineana de 1994 dirigida por Sana Na N'Hada.

## Sinopsis
A principios de la década de 1960, en la aldea de Xime en Guinea-Bisáu, Iala, padre de Raúl y Bedan, está preocupado por sus dos hijos. El mayor, Raúl, animado por deseos de revuelta, se ha sumado al movimiento de liberación. Es buscado por las autoridades coloniales portuguesas mientras estudia en un seminario en Bissau. Bedan, el más joven de los dos, un joven adolescente, está casi en la edad en la que debe someterse a regañadientes a los rituales tradicionales de la mayoría de edad. Uno de ellos es vestirse con ropa de mujer. Bedan también está admirando a la joven prometida de su padre. 

## Reparto
- Aful Macka : Iala
- Justino Neto : Raúl
- José Tamba : Bedan
- Etelvina Gomes: N'dai
- Juan Carlos Tajes: Cunha
- Jacqueline Camara
- Saene Nanque
- Namba Na Nfadan

## Producción
Esta fue solo la cuarta producción cinematográfica de Guinea-Bissau, realizada como una coproducción franco-holandesa. Fue la primera película dirigida por Sana Na N'Hada, aunque previamentemcolaboró en varios cortometrajes con Flora Gomes. Fue una obra semiautobiográfica, y el director regresó a su país para filmarla después de estudiar en Cuba.

## Lanzamiento y recepción
Xime se proyectó en el Festival de Cine de Cannes, en la categoría Un Certain Regard. Recibió el Premio Especial del Jurado en el Festival international du film d'Amiens. También recibió el Premio Especial del Jurado en el Festival International du Premier Film D'Annonay. La película fue galardonada con el Premio de Comunicación Intercultural en la categoría Largometraje en el festival Vues d'Afrique de 1995 en Montreal.
Deborah Young de Variety.com elogió la película. Escribió que "interesa no solo por su raro lugar sino también por un nuevo enfoque de la narración histórica" de N'Hada, mientras que "las intenciones de la película son ambiciosas y sus personajes negros son curiosamente tridimensionales".